# 200 po vstrečnoj
200 po vstrečnoj (ruski: 200 по встречной) je prvi ruski album grupe t.A.T.u.

## Engleska inačica albuma
200 km/h in the Wrong Lane je prvi engleski album grupe t.A.T.u. objavljen je 2002. Engleska je verzija albuma 200 po vstrechnoj.